# Pete Nance
Peter Lucas Nance, detto Pete (Akron, 19 febbraio 2000), è un cestista statunitense, professionista nella NBA.

## Biografia
È il figlio di Larry Nance e fratello dell'omonimo Larry, a loro volta cestisti.

## Carriera
Dopo aver trascorso la carriera universitaria tra Northwestern Wildcats e North Carolina Tar Heels, nel 2023 viene incluso nel roster dei Cleveland Charge; il 18 gennaio 2024 viene firmato dai Cleveland Cavaliers, diventando così il terzo giocatore della sua famiglia a giocare per la franchigia dell'Ohio.

## Statistiche

### College
| Anno      | Squadra             | PG  | PT  | MP   | TC%  | 3P%  | TL%  | RP  | AP  | PRP | SP  | PP   |
| --------- | ------------------- | --- | --- | ---- | ---- | ---- | ---- | --- | --- | --- | --- | ---- |
| 2018-2019 | Northwest. Wildcats | 23  | 1   | 13,9 | 34,7 | 26,3 | 41,7 | 1,7 | 0,8 | 0,3 | 0,3 | 2,9  |
| 2019-2020 | Northwest. Wildcats | 30  | 20  | 26,2 | 40,0 | 29,7 | 68,6 | 6,0 | 1,6 | 0,3 | 1,0 | 8,5  |
| 2020-2021 | Northwest. Wildcats | 24  | 24  | 27,7 | 49,5 | 36,4 | 78,4 | 6,8 | 1,8 | 0,6 | 0,7 | 11,1 |
| 2021-2022 | Northwest. Wildcats | 30  | 29  | 27,2 | 49,7 | 45,2 | 76,8 | 6,5 | 2,7 | 0,3 | 1,1 | 14,6 |
| 2022-2023 | N. Carol. Tar Heels | 30  | 30  | 30,1 | 42,2 | 32,0 | 81,6 | 6,0 | 1,7 | 0,3 | 1,1 | 10,0 |
| Carriera  | Carriera            | 137 | 104 | 25,5 | 44,9 | 34,7 | 75,9 | 5,5 | 1,7 | 0,4 | 0,9 | 9,7  |

### NBA

#### Regular Season
| Anno      | Squadra             | PG | PT | MP   | TC%  | 3P%  | TL%  | RP  | AP  | PRP | SP  | PP  |
| --------- | ------------------- | -- | -- | ---- | ---- | ---- | ---- | --- | --- | --- | --- | --- |
| 2023-2024 | Cleveland Cavaliers | 8  | 0  | 3,4  | 16,7 | 100  | 0,0  | 0,4 | 0,0 | 0,1 | 0,0 | 0,4 |
| 2024-2025 | Philadelphia 76ers  | 7  | 0  | 9,7  | 33,3 | 33,3 | 50,0 | 1,4 | 0,4 | 0,1 | 0,0 | 2,1 |
| 2024-2025 | Milwaukee Bucks     | 6  | 1  | 11,7 | 52,9 | 41,7 | -    | 1,8 | 1,2 | 0,2 | 0,3 | 3,8 |
| Carriera  | Carriera            | 21 | 1  | 7,9  | 39,5 | 40,0 | 25,0 | 1,1 | 0,5 | 0,1 | 0,1 | 2,0 |

### G League
| Anno      | Squadra          | PG | PT | MP   | TC%  | 3P%  | TL%  | RP  | AP  | PRP | SP  | PP   |
| --------- | ---------------- | -- | -- | ---- | ---- | ---- | ---- | --- | --- | --- | --- | ---- |
| 2023-2024 | Cleveland Charge | 42 | 37 | 32,5 | 46,8 | 35,8 | 74,5 | 8,2 | 3,2 | 0,9 | 1,5 | 13,2 |
| 2024-2025 | Del. Blue Coats  | 8  | 8  | 35,4 | 47,8 | 43,6 | 66,7 | 8,0 | 3,1 | 1,3 | 1,4 | 14,8 |
| 2024-2025 | Cleveland Charge | 10 | 9  | 31,3 | 47,9 | 32,1 | 69,6 | 6,1 | 3,2 | 0,6 | 1,6 | 16,1 |
| 2024-2025 | Wisconsin Herd   | 2  | 1  | 24,4 | 57,1 | 42,9 | 50,0 | 4,0 | 1,0 | 0,5 | 0,5 | 10,0 |
| Carriera  | Carriera         | 62 | 55 | 32,4 | 47,4 | 36,7 | 72,1 | 7,7 | 3,1 | 0,9 | 1,5 | 13,8 |